# Biographie de Sigmund Freud
Pour les articles homonymes, voir Freud (homonymie).

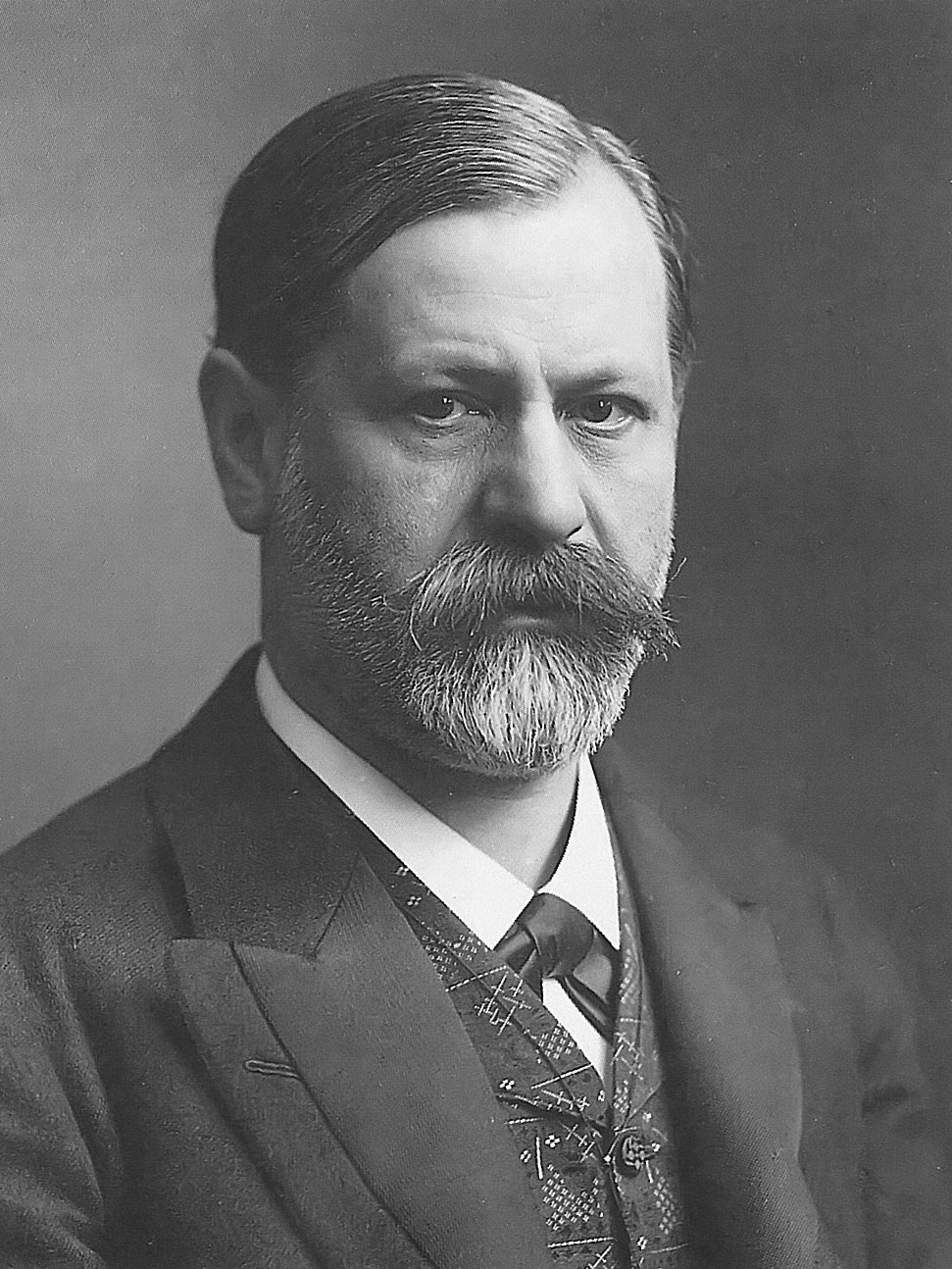
Sigmund Freud photographié par Ludwig Grillich, autour de 1905.

La vie de Sigmund Freud est ici exposée sous forme chronologique. L'article de référence sur son travail est : 
(Remarque : les indications sur les publications sont données à titre indicatif, de nombreux autres textes rédigés par Freud ne sont pas mentionnés, cf liens)

## Jeunesse
Sigmund Schlomo Freud naît le 6 mai 1856 au sein d'une famille juive libérale, à Freiberg (aujourd'hui Příbor, en République tchèque), dans la province autrichienne de Moravie, dans la décennie précédant l'unification de l'Empire austro-hongrois. Ses parents, Jakob Freud et Amalia Nathanson, viennent de se marier. Jakob, marchand de laine, a déjà deux enfants d'un premier mariage, et Sigismund est l'aîné des dix enfants (dont sept survivront) qui naîtront au cours des dix premières années de ce deuxième mariage. La question du rôle de l’antisémitisme et de son rôle dans la carrière et la vie  de Freud est largement discutée (cf. Freud face à l'antisémitisme).
En 1860, la famille s'installe dans le quartier juif de Vienne. Pauvre, elle vit dans un petit appartement. Mais les parents ne ménagent pas leurs efforts pour soutenir l'évolution intellectuelle visiblement précoce de Sigismund Schlomo, en le favorisant même par rapport à ses frères et ses sœurs. Pendant les huit années passées au Gymnasium Sperl de Vienne, il est six fois premier de classe. Il y apprend le grec et le latin. Son intérêt pour l'archéologie ne le quittera pas. En 1873, il entre à l'Université de Vienne. Trois ans plus tard, il entre à l'Institut de physiologie d'Ernst Brücke, où il se consacre à l'apprentissage de l'histologie du système nerveux. En 1877, il abrège son nom en Sigmund Freud. En 1878 et 1879, il fait son service militaire. Pendant cette période, il traduit en allemand le 12e volume des œuvres complètes de Stuart Mill (volume qui correspond aux premières correspondances du philosophe).

## Pratique médicale

### Neuropathologie
Freud finit ses études universitaires en mars 1881 et devient docteur en médecine. À la suite de sa rencontre avec Martha Bernays en avril 1882, ils se fiancent. Au même moment, il entre dans le service du professeur de médecine générale Nothnagel, initiateur à Vienne de l’électrophysiologie, et est mis au courant par Josef Breuer du traitement de Bertha Pappenheim (plus connue sous le pseudonyme de Anna O. en psychanalyse), qui souffrait de troubles hystériques, par la méthode cathartique.
L'année suivante, Freud devient stagiaire dans le service psychiatrique de Theodor Meynert, considéré en son temps comme le plus grand anatomiste du cerveau, et ainsi il poursuit pendant une année, dans divers laboratoires, une série de recherches sur le système nerveux et l'anatomie du cerveau. Il est un des premiers chercheurs à travailler sur l’infirmité motrice cérébrale (cerebral palsy).
C'est à l'Université de Vienne, après ses recherches sur les testicules des anguilles, et en étudiant le cerveau de la lamproie, qu'il découvre et définit ainsi la constitution d'un système nerveux :
Il est composé de cellules individuelles, dont les prolongements, les axones, sont les éléments conducteurs de l'information nerveuse.
En 1884, Freud et son ami Konigstein recherchent les propriétés énergétiques et anti-dépressives de la cocaïne, mais c'est Karl Koller qui découvrit avant eux son pouvoir anesthésiant.
Freud, qui pense que la cocaïne est un remède miracle, essaie, l'année suivante, de soigner son ami morphinomane Ernest Von Fleischl par des injections de cocaïne, ce qui l’intoxique encore plus. En septembre il est habilité Privatdozent en neuropathologie et publie Contribution à la connaissance de l’action de la cocaïne et À propos de l’action générale de la cocaïne.
C'est alors que Freud commence à détruire ses papiers personnels[réf. souhaitée], et publie ses travaux sur les encéphalopathies infantiles. Il commence également ses travaux sur l’hystérie avec Josef Breuer.

### À l'école de Charcot
Freud est l'élève de médecine de Jean-Martin Charcot durant quatre mois à Paris, d'octobre 1885 à février 1886. Durant cette période, les possibilités potentielles de la suggestion le stupéfient. 
Aussi, lorsqu'il ouvre son cabinet de médecin et qu'il prend la direction du service de neurologie à la clinique des Enfants malades, en avril 1886, il abandonne l’électrothérapie au profit de l’hypnose et de la suggestion. Sa  fonction aux Enfants Malades lui permet de connaître une meilleure situation financière. Il épouse Martha Bernays (1861-1951), en septembre de la même année (ils auront six enfants : Mathilde, Jean-Martin, Olivier, Ernest, Sophie, et Anna, nés entre 1887 et 1896).
En octobre, Freud, en conférence à Vienne, fait un exposé sur L’Hystérie masculine, qui est particulièrement mal reçu par les autorités scientifiques et médicales. Seul Krafft-Ebing, médecin viennois, le soutient dans ses travaux. Dans le même temps, il publie une traduction des Leçons du mardi de Charcot.
En mars 1887, il est élu membre de la Société Médicale de Vienne et publie Cocaïnomanie et cocaïnophobie.
Il rencontre, en novembre, son futur ami et confident, Wilhelm Fliess. Ce dernier est un rhino-laryngologiste berlinois en stage à Vienne ; il entretiendra avec Freud, durant de nombreuses années, une correspondance suivie, à ce point importante qu'elle sera considérée comme l’« autoanalyse de Freud ». 
En 1888, Freud publie Hystérie.

### Méthode cathartique
En 1889, Freud fait son second voyage à Paris chez Jean-Martin Charcot, puis à Nancy auprès d'Ambroise A Liébault et d'Hippolyte Bernheim, dont il traduira et introduira le livre De la suggestion et de ses applications à la thérapeutique. Il abandonne l'utilisation de l’hypnose dans le traitement de sa patiente Emmy von N., et débute l’application de la méthode cathartique de  Josef Breuer.
L'année suivante, a lieu la première rencontre professionnelle avec Wilhelm Fliess à Salzbourg ; en le quittant, Freud a un accès de phobie lors du voyage en train.
Freud s'installe au n° 19 de la rue Berggasse à Vienne en 1891, où il écrit son premier livre dédié à Breuer, Contribution à la conception des aphasies, qui est une étude critique. C'est le début de la collaboration avec Breuer ; la correspondance avec Fliess s'intensifie et Freud adresse des manuscrits scientifiques.
En 1892, il traduit le livre de Bernheim : Hypnotisme, Suggestion, Psychothérapie. L'année d'après, à la suite de la mort de Charcot, Freud écrit une longue notice nécrologique, alors qu'en France, personne n'en publie. C'est alors que Freud publie dans Les Archives neurologiques un article écrit de 1888 à 1893, qui avait obtenu l’acceptation de Charcot : « Quelques considérations pour une étude comparative des paralysies motrices organiques et hystériques » ; il publie également : Le mécanisme psychique des manifestations hystériques.
Freud rencontre Fliess à Berlin : c'est le début d'une série de rencontres entre les deux amis, une ou plusieurs fois par an à Berlin ou à Vienne et dans diverses villes, où ils tiendront leurs « congrès » scientifiques privés.
Durant la décennie allant de 1894 à 1904, Freud présente divers troubles sur lesquels il s’interroge dans la correspondance avec Fliess. Fumeur, il a des troubles névrotiques quand il tente de s’arrêter. Ceci ne l'empêchera pas de publier une vingtaine d’articles et de livres durant cette même période.

## Psychanalyse

### Débuts de la psychanalyse
En 1895, Freud utilise la suggestion (sa main est posée sur le front du patient qui est incité à se souvenir de son enfance) après l’abandon de la catharsis, trop incertaine et dont les effets ne sont pas durables. Mais c'est surtout avec la publication des Études sur l’hystérie avec Josef Breuer, que Freud « assemblant et ordonnant les fragments de ce grand puzzle, le psychisme humain, [...] élabora la doctrine et le vocabulaire psychanalytique » .
Il analyse ses rêves et la première interprétation de « L'injection faite à Irma » confirme sa théorie du rêve comme accomplissement du désir. Il rédige l'Esquisse pour une psychologie scientifique (inédit jusqu'à sa mort), où il tente de réunir les acquis de ses travaux physiologiques et psychologiques en introduisant des notions de quantités d’énergie. En analysant ses souvenirs d’enfance, il en vient à découvrir l’hostilité qu’il ressent envers son père (Jakob Freud) et se souvient des sentiments amoureux, éprouvés dans son enfance, pour sa mère (Amalia Freud), qui était « attirante, tendre et protectrice ».
Freud se détache définitivement de Breuer qui refuse d'admettre ses conceptions sur la sexualité. Il abandonne progressivement le modèle neurologique de l'Esquisse pour se consacrer exclusivement à la constitution d'une psychologie générale.
C'est en 1896 que Freud utilise pour la première fois le terme de « psycho-analyse » dans un article en français, et qu'il réalise une conférence sur l'étiologie de l'hystérie devant la Société viennoise de psychiatrie et de neurologie : « Le silence qui suivit mes interventions, le vide qui se faisait peu à peu autour de moi, les allusions qui parvenaient à mes oreilles ont fini par me faire comprendre que des déclarations sur le rôle de la sexualité dans l'étiologie des névroses ne pouvaient s'attendre à être accueillies comme les autres communications. J'ai fini par comprendre que je faisais partie dorénavant de ceux qui, selon l'expression de Friedrich Hebbel, « troublaient le sommeil du monde » et que je n'avais pas à compter sur l'objectivité et la tolérance » . Au décès de son fiancé, Minna, la sœur de Martha, vient vivre avec le couple Freud.
Freud, en 1897, publie son dernier grand travail parlant de neurologie, Les Paralysies cérébrales infantiles. En octobre, il annonce à Fliess sa découverte du complexe d’Œdipe : « J'ai trouvé en moi comme partout ailleurs des sentiments d'amour envers ma mère et de jalousie envers mon père qui sont, je pense, communs à tous les jeunes enfants. (...) S'il en est bien ainsi, on comprend, en dépit de toutes les objections rationnelles, qui s'opposent à l'hypothèse d'une inexorable fatalité, l'effet saisissant d’Œdipe Roi ».
En mai de cette même année, Freud écrira : « Personne ne soupçonne le moins du monde que le rêve, loin d'être quelque chose d'insensé, est bien une réalisation de désir » . Dès lors, Freud abandonne sa « neurotica », théorie de la séduction précoce par les parents comme origine du traumatisme sexuel refoulé.
À la suite de cela, Freud abandonne la suggestion en 1899 ; il lui faut ensuite supprimer le refoulement, fondé sur la défense du patient contre les évocations critiquables (cf. le Cas Dora). Ainsi naît la technique demandant au patient d’abandonner toute attitude critique, le thérapeute interprétant ensuite les évocations du patient. C’est la règle, dite fondamentale, de l’association libre qui permet la libération des affects refoulés. Freud lui donne le nom de psychanalyse. Il rédige la version définitive de L'Interprétation des rêves, qu'il achève dans un état d'exaltation. Le livre, paru le 4 novembre, passe à peu près inaperçu.
En août 1889, Freud assiste, sur les conseils de Mme Charcot, au concert d'Yvette Guilbert à l'Eldorado. Freud affichera une photo d'elle, dédicacée, dans son bureau, et ils entretiendront une correspondance assez suivie.
En 1900, Freud rencontre pour la dernière fois Wilhelm Fliess au Tyrol et écrit une version abrégée de L'interprétation des rêves (Le rêve et son interprétation, 1901).
L'année suivante, il rédige Psychopathologie de la vie quotidienne (livre publié en 1904).

### Institutionnalisation de la psychanalyse

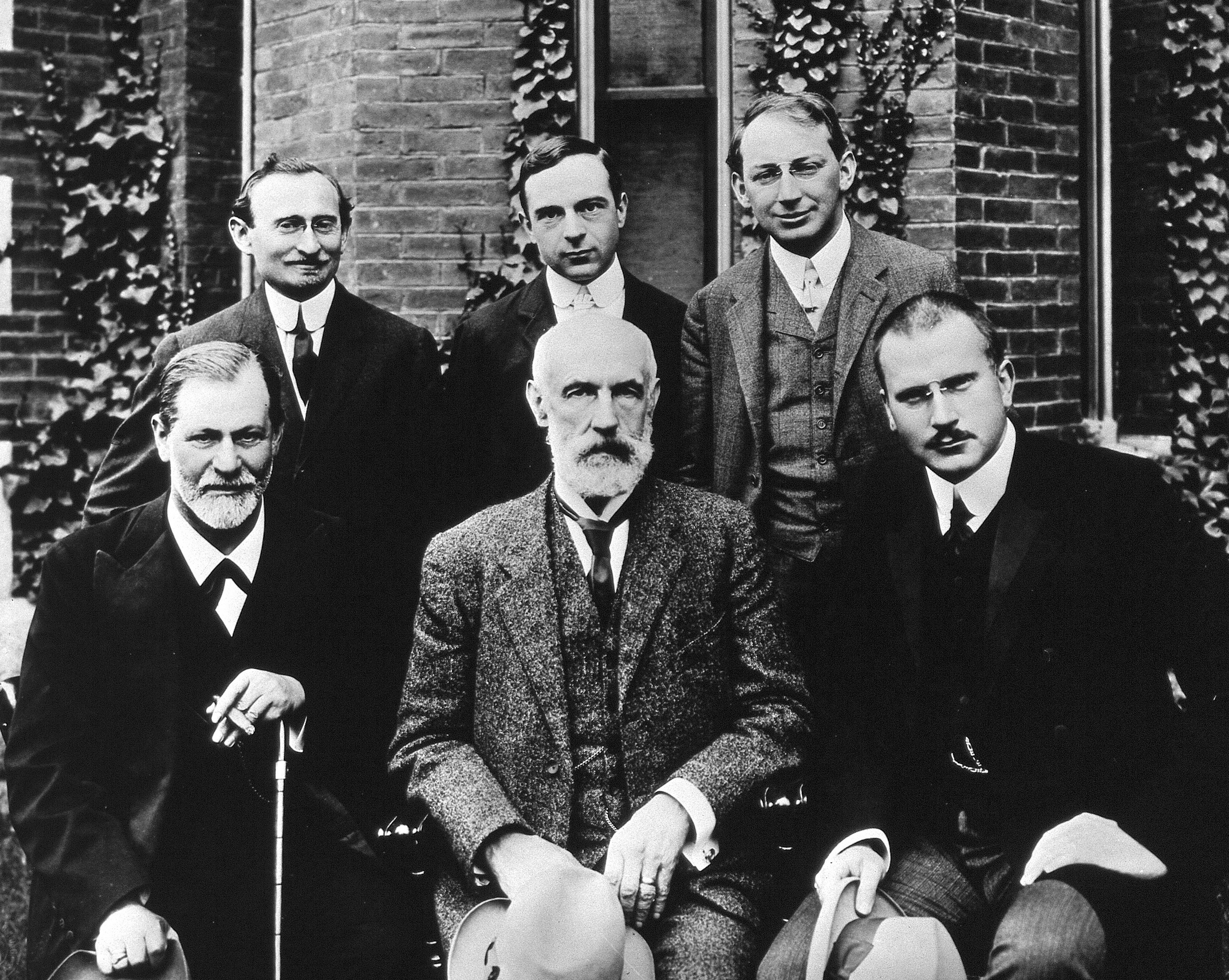
Au premier plan de gauche à droite : Sigmund Freud, Stanley Hall et Carl Gustav Jung ; au second rang Abraham A. Brill, Ernest Jones et Sandor Ferenczi devant l'université Clark (Massachusetts) en 1909.

En 1902 Freud est nommé professeur associé, et fait un nouveau voyage en Italie avec son frère Alexander.
Quelques médecins se groupent alors autour de Freud (Adler, Kahane, Reitler et Wilhelm Stekel) qui formeront la première société de psychanalyse : la « Société psychologique du Mercredi ». C'est également cette année que Freud cesse sa correspondance avec Fliess. Cette rupture est motivée par des divergences scientifiques et un débat de priorité sur la question de la bisexualité psychique.
Bleuler, psychiatre zurichois, applique la psychanalyse depuis un ou deux ans dans ses services à l'hôpital du Burgholzli sous l'impulsion de son principal assistant, C.G. Jung.
En 1905 Freud publie Trois essais sur la théorie sexuelle, Le mot d'esprit et sa relation à l'inconscient et le Cas Dora, Dora, qui était rédigé depuis (1899) et dans lequel le concept de transfert apparaît (bien que déjà présent pour la première fois mais non complètement défini dans les Études sur l’hystérie).
Otto Rank se joint à la Société en 1906, et après que James Putnam publie, dans le premier numéro de la revue américaine Journal of Abnormal Psychology, le premier article en langue anglaise exclusivement consacré à la psychanalyse, et que l’activité psychanalytique se développe en Suisse, avec Bleuler et Carl G. Jung à Zurich. En 1907 a eu lieu la seconde destruction de ses papiers personnels de et par Freud.
C'est cette même année qu'intervient la première visite de Jung, où il assiste, début mars, aux travaux de la Société en compagnie d'un de ses élèves, Ludwig Binswanger, et que Freud devient corédacteur d'une nouvelle revue, Zeitschrift für Religionpsychologie et y publie, dans le numéro 1, le premier des nombreux textes qu'il consacre à la religion. Freud publie également Délires et rêves dans la Gradiva de Jensen, et Jung, à son retour, fonde à Zürich la « Société Freud ».
De nouveaux médecins se joignent aux travaux en 1908, Ernest Jones (Toronto puis Londres), Karl Abraham (Berlin), Sandor Ferenczi (Budapest), et sous l'impulsion de Jung, un congrès International de psychanalyse se tient à Salzbourg sous le titre « Rencontre des psychologues freudiens » avec 42 membres de six nations (États-Unis, Autriche, Angleterre, Allemagne, Hongrie, Suisse) qui participent à cette manifestation. Freud y présente une analyse de cas : Remarques sur un cas de névrose obsessionnelle (L'homme aux rats, 1909). C'est aussi l'année de la fondation du journal Jahrbuch (Bleuler et Freud directeurs, Jung rédacteur en chef). C’est alors qu’apparaissent les premiers signes de la rivalité entre les Viennois et les Suisses, et de l'opposition entre Karl Abraham et Jung sur l'étiologie de la démence précoce que Jung attribue à une cause organique.
Freud part en voyage en Angleterre chez son demi-frère Emmanuel, en passant par La Haye pour voir les Rembrandt qui lui laissent « une immense impression », et est enthousiasmé par Londres où il s'attarde longuement devant les collections d'antiquités du British Museum. Au retour, il s'arrête quelques jours à Zurich pour voir Jung. La Société (32 membres) change de nom pour devenir « Société psychanalytique de Vienne (WPV) ». Dans le même temps, Karl Abraham fonde la Association psychanalytique de Berlin, et Freud fait sa première incursion en sociologie avec la parution de La Morale sexuelle dans la civilisation et la nervosité moderne.
En 1909, il a cinquante trois ans, il voyage aux États-Unis en compagnie de Jung et de Ferenczi. Freud est invité par Stanley Hall à prononcer une série de conférences à l'université Clark (Massachusetts), publiées dans Cinq leçons sur la Psychanalyse. C'est là que débute son amitié avec J.J. Putnam, professeur de neurologie à l'université Harvard, et publie l’Analyse d'une phobie d'un petit garçon de cinq ans (Le petit Hans) et le Roman familial des névrosés.
En mars 1910, le second congrès international de psychanalyse se tient à Nuremberg, organisé par Jung. La proposition de Ferenczi de désigner ce dernier comme président de l'Association psychanalytique internationale) est vivement rejetée par le groupe viennois. Le conflit se résout quand Freud propose Adler comme président du groupe viennois. Freud devient le directeur d’une nouvelle revue, le Zentralblatt qui doit concurrencer le Jahrbuch de Jung, et dans l’été, il accepte d'analyser Gustav Mahler, en un après-midi de promenade. C'est aussi l'année de publication de À propos de la psychanalyse dite sauvage, (analyse profane), où Freud s'élève contre l'usage abusif ou détourné de la pratique psychanalytique, et de Un souvenir d'enfance de Léonard de Vinci.
En 1911 Abraham A. Brill fonde la New York Psychoanalytic Society, Ernest Jones et J.J. Putman fondent l'American Psychoanalytic Association mais Adler se retire car il souligne le rôle de l’agressivité aux dépens de la sexualité et, du Moi aux dépens de l’inconscient, ainsi que Jung qui promeut l’inconscient collectif contre l’inconscient individuel et une interprétation symbolique du complexe d’Œdipe contre son interprétation sexualiste. Du point de vue technique de la cure, ils mettent l’accent sur le conflit actuel plus que sur le conflit passé, et sur des interventions contre les résistances et le transfert qui sont plus moralistes qu’analytiques. Au congrès de Weimar, Freud présente son analyse du Président Schreber, l'Association internationale compte alors 106 membres. Freud publie alors Formulations concernant les deux principes du fonctionnement mental (Principe de plaisir et principe de réalité).

### Rupture avec Carl Gustav Jung (chronologie)
- 1912 : Parution de la revue Imago, consacrée aux applications extramédicales de la psychanalyse, dont Freud assume la direction avec Otto Rank et Hanns Sachs.
  - À cause de son différend avec Wilhelm Stekel, Freud demande à ses collaborateurs et amis de faire disparaître leurs noms du Zentralblatt qui subsistera quelque temps avant de disparaître. Il est remplacé par l’Internationale Zeitschrift für Psychoanalysis dirigé par Ferenczi, Rank et Jones.
  - La parution, en 1912, de la seconde partie du grand livre de Jung, Métamorphoses et Symboles de la Libido accuse des divergences qui n’échappent pas à Freud : Jung élargit le concept de « libido » (qui désigne une sorte de « tension générale », perd ainsi sa spécification fondamentale d'énergie proprement sexuelle) et tend corollairement à faire de l’Œdipe un symbole et une métaphore de tendances supérieures. Ce conflit se précise à l'occasion de conférences données par Jung aux États-Unis, où il cherche à rendre la psychanalyse « plus acceptable ».
  - Jones prend l'initiative de fonder autour de Freud, avec son accord enthousiaste, un « Comité » secret de ses plus proches amis et disciples (Ferenczi, Jones, Rank, Sachs, Abraham et Jones), pour défendre sa pensée et veiller sur l'avenir de la psychanalyse.
  - En vacances à Rome, Freud rend visite tous les jours au Moïse de San Pietro in Vincoli, sur lequel il a l’intention d’écrire « peut-être un jour quelque chose. »
  - Débuts de son amitié avec Lou Andreas-Salomé.
- 1913 : Freud propose à Jung d'interrompre leur correspondance privée après une analyse d’un lapsus de Jung et de reproches blessants de Jung à propos de la névrose de Freud.
  - Première réunion du Comité dont Jones prend la présidence. Freud offre à chacun des membres une intaille grecque de sa collection montée en chevalière.
  - Après le congrès de Munich, marqué par l’opposition à Jung et suivi par son départ du Jahrbuch, Freud trace le cadre d'un travail qui amorce un des grands tournants de la théorie psychanalytique : Pour introduire le narcissisme (1914), et rédige la préface de Totem et Tabou (paru dans Imago en 1912-1913), où il édifie à partir d'un mythe scientifique - le meurtre originel du père et de la horde - une théorie de la société et de la culture fondée sur la toute-puissance des désirs œdipiens et de la culpabilité qui s'y inscrit.
- 1914 : Parution de Pour introduire le narcissisme dans le Jahrbuch der Psychoanalyse (de).  Freud publie la même année sa Contribution à l'histoire du mouvement psychanalytique. « La psychanalyse est ma création : pendant dix ans, j'ai été le seul à m'en occuper, et pendant dix ans c'est sur ma tête que s'abattaient les critiques par lesquelles les contemporains exprimaient leur mécontentement envers la psychanalyse et leur mauvaise humeur à son égard. Je crois même pouvoir affirmer qu'aujourd'hui encore, où je suis loin d'être le seul psychanalyste, personne n'est à même de savoir mieux que moi ce qu'est la psychanalyse, en quoi elle diffère d'autres modes d'exploration de la vie psychique, ce qui peut être désigné par ce terme ou ce qui pourrait mieux être désigné autrement ».
  - Jung se démet de ses fonctions de Président de l'Association Internationale, et quittera bientôt l'Association. Abraham est élu Président intérimaire.
  - Débuts de la Première Guerre mondiale : Freud réagit par un nationalisme austro-allemand qui se changera progressivement en scepticisme généralisé. Pour la première fois depuis 30 ans, il passe le mois d'août à Vienne. Deux de ses fils, Jean-Martin et Ernst, sont mobilisés.
  - L'affluence des auditeurs à ses cours hebdomadaires à l'Université pousse Freud à les développer, puis à les publier en livre. Ces leçons seront les dernières. L'ouvrage qui en sort en 1916-1917, Introduction à la psychanalyse, deviendra vite le plus populaire des travaux de Freud. Il écrit le cas de L'homme aux loups (Sergei Pankejeff (1887-1979) ), (extrait de l'Histoire d'une névrose infantile), publié quatre ans plus tard.
  - Le Moïse de Michel Ange paraît dans Imago, sans nom d'auteur.
- 1915 : Freud est dans un relatif isolement à cause des hostilités, il travaille davantage et en l'absence de ses principaux collaborateurs, devenus inaccessibles, il parvient à sauver la Zeitschrift et l'Imago. Le Jahrbuch disparaît dès 1915. Les années de guerre entraîneront progressivement de lourdes restrictions alimentaires, des privations de chauffage et une irrégularité dans la clientèle, aggravée par la dévaluation de la monnaie autrichienne.
  - Freud se lance dans la rédaction d'une Métapsychologie. Il appelait ainsi « un mode d'observation d'après lequel chaque processus psychique est envisagé d'après les trois coordonnées de la dynamique, de la topique et de l'économie », ce qui lui paraissait le but extrême qui soit accessible à la psychologie. Ce fut décrit comme un bilan de ses recherches. Douze essais furent prévus, cinq furent publiés en 1915 et 1917 : « Pulsion et destins des pulsions », « Le refoulement », « L'inconscient », « Complément métapsychologique à la théorie du rêve » et « Deuil et mélancolie ». Néanmoins, le douzième essai, « Vue d'ensemble sur les névroses de transfert », fut retrouvé en 1983 dans les papiers de Sándor Ferenczi[7].
  - Publication de Considérations actuelles sur la guerre et la mort.

### Succès de la psychanalyse (chronologie)
- 1917 : Freud a soixante et un ans, il se sent fatigué, pense à la mort et fait des efforts pour continuer son travail.
  - Freud publie un texte où il explique que la science inflige au narcissisme humain trois humiliations : la première d’ordre cosmologique, par la révolution copernicienne, qui ruine l’illusion selon laquelle la terre occupe la place centrale dans l’univers ; la seconde d’ordre biologique, par l’évolution darwinienne qui abat la prétention de l’homme à s’affirmer autre que l’animal ; la troisième, d’ordre psychologique, par l’inconscient freudien qui contredit l’idée que le Moi est le maître en sa demeure.
- 1918 : « En science, il faut d'abord décomposer puis reconstituer. Il me semble que vous cherchez la synthèse sans analyse préalable. Dans la technique psychanalytique, il n'est point besoin d'un travail spécial de synthèse cela, l'individu s'en charge mieux que nous. » (Lettre à Oskar Pfister, 9 octobre 1918.)
- 1919 : Au long de l'année, retrouvailles entre Freud et les membres du Comité. La dévaluation croissante de la monnaie pousse Freud à rechercher, parmi les Anglais et les Américains, malgré les difficultés de langue, des patients et des médecins désireux de s'initier à la psychanalyse.
  - Naissance du deuxième petit-fils de Freud, Heinerlé, pour lequel il aura toujours une prédilection. Fondation de la maison d'édition psychanalytique, le « Verlag », dirigée par Freud, Ferenczi, Anton von Freund et Rank.
  - Freud commence à écrire Au-delà du principe de plaisir (1920), il est nommé professeur ordinaire à l'Université de Vienne : « titre vide de sens ».
  - Wilhelm Reich rencontre Freud après diverses conférences sur la psychanalyse à l'université de médecine. Freud lui permet rapidement de prendre des patients.
- 1920 : Sophie, « notre enfant du dimanche », meurt brutalement à Hambourg d'une pneumonie grippale. Freud et sa femme en sont très affectés.
  - Freud remet à sa fille Anna une bague semblable à celle des membres du Comité.
  - Freud témoigne devant la Commission chargée d'enquêter sur les plaintes relatives au traitement des névroses de guerre et peut mesurer une fois encore l'agressivité rétrograde des psychiatres viennois envers la psychanalyse[Interprétation personnelle ?].
  - Achèvement de Au-delà du principe de plaisir. Rédaction de Psychologie collective et analyse du moi (1921). Élaboration de la seconde topique (Le Moi, le Ça, le Surmoi), qui se substitue et se superpose à la première (inconscient, préconscient, conscient). Développement de la personnalité et dynamique des conflits sont interprétés comme des défenses du Moi contre des pulsions et des émotions plutôt que comme des conflits de pulsions, les pulsions en cause ne sont plus les seules pulsions sexuelles mais aussi des pulsions agressives.[pas clair]
  - Ce qui induit des conséquences importantes sur la pratique de la cure.
  - Au cours de l'été, Wilhelm Reich est admis comme membre invité dans le cercle intime de Freud. Admission de Reich dans la Société psychanalytique sur son texte Peer Gynt de Ibsen[8].
- 1921 : « Le 13 mars de cette année, je suis entré brusquement dans la véritable vieillesse. Depuis, la pensée de la mort ne m'a pas quitté, et quelquefois j'ai l'impression que sept de mes organes internes se disputent l'honneur de mettre fin à ma vie. […] Malgré tout je n'ai pas succombé à cette hypocondrie mais je la contemple avec détachement, un peu comme pour les spéculations d'Au-delà du principe de plaisir. » (Lettre à Sandor Ferenczi, 8 mai.)
- 1922 : Anna Freud et Lou Andreas-Salomé sont admises comme membres de la Société Viennoise.
- 1923 : Débuts de la correspondance avec Romain Rolland.
  - Première manifestation du cancer de la mâchoire dont Freud mourra treize ans plus tard.
  - Felix Deutsch cache à Freud la nature de son mal. Première opération, mal réussie, par le docteur Hejek.
  - Mort de Heinerlé, le petit-fils favori de Freud. Freud se dit désormais indifférent à tout[réf. souhaitée].
  - Deuxième opération, par Hans Pichler. Freud désormais portera une énorme prothèse, « le monstre », qui sépare la bouche de la cavité nasale. Cet appareil, maintes fois transformé, modifie son élocution, lui rend difficile de manger et de fumer, et lui cause de continuelles souffrances. Cette opération sera suivie de trente et une autres. De ce jour, Freud n'admet comme infirmière que sa fille Anna, « Antigone-Anna ».
  - Publication de Psychanalyse et Théorie de la libido
  - Publication de : Le Moi et le Ça.
- 1924 : La ville de Vienne décerne à Freud, pour son 68e anniversaire, le titre de Bürgerrecht.
  - Visite de Romain Rolland.
  - Publication de : Le problème économique du masochisme.
- 1925 : Samuel Goldwyn propose à Freud 100 000 dollars pour sa collaboration à un film sur les amours célèbres. Freud décline cette offre et refuse de recevoir Goldwyn.
  - Parution de l'autobiographie de Freud (Ma vie et la psychanalyse), davantage consacrée à sa carrière scientifique et au développement de ses idées qu'à sa vie personnelle.
  - Mort de Josef Breuer.
  - Un film, Les mystères d'une âme, est réalisé par Pabst avec la collaboration de Karl Abraham et de Hans Sachs.
  - Freud, trop faible, ne peut assister au congrès de Hambourg. Anna Freud lit sa contribution : Quelques conséquences psychologiques de la distinction anatomique entre les sexes.
- 1926 : Rupture avec Otto Rank après des années de dépendance, d’agressivité et de réconciliations[Interprétation personnelle ?].
  - Freud présente de légers troubles cardiaques. Ferenczi, qui croit à des raisons psychologiques, propose à Freud de l'analyser. « Il se pourrait bien qu'il y ait à la racine une raison psychologique, mais je doute fort qu'elle puisse être contrôlée par l'analyse et puis, lorsqu'on a 70 ans, n'a-t-on pas droit à toutes sortes de repos ? » (Lettre à Ferenczi, 27 février.)
  - Rencontre à Berlin avec Einstein.
  - Publication de : Inhibition, symptôme et angoisse.
  - Publication de : L'analyse pratiquée par les non-médecins (l'analyse profane), (en français Psychanalyse et Médecine).
- 1927 : Publication de : Le Fétichisme et de L'Avenir d'une illusion, essai sur la religion comme névrose obsessionnelle de l'humanité.
- 1928 : « Je tiens la signification scientifique de l'analyse pour plus importante que sa signification médicale et, dans la thérapeutique, son action de masse par l'explication et l'exposition pour plus efficace que la guérison des personnes isolées. » (Lettre à Oskar Pfister, 18 janvier 1928.)
  - « Je ne sais pas si vous avez saisi le lien secret qui existe entre L'Analyse par les non-médecins (l'analyse profane et L'illusion. Dans l'un, je veux protéger l'analyse contre les médecins, dans l'autre contre les prêtres. Je voudrais lui assigner un statut qui n'existe pas encore, le statut de pasteurs d'âmes séculiers qui n'auraient pas besoin d'être médecins et pas le droit d'être prêtres. » (Lettre à Pfister, 25 novembre 1928.)
- 1929 : Publication de Malaise dans la civilisation.
- 1930 : W.C. Bullitt, ambassadeur des États-Unis à Berlin, persuade Freud d'écrire avec lui une étude psychanalytique du Président des États-Unis, Woodrow Wilson (le livre, terminé en 1931, paraîtra en 1967).
  - Freud reçoit le Prix Goethe. Anna Freud lira, le 28 août, le discours de son père.
  - Mort de la mère de Freud, à l'âge de 95 ans.
- 1931 : Freud est nommé membre honoraire de la Société des Médecins de Vienne. « Un geste lâche, dégoûtant et répugnant devant la venue du succès. Impossible de refuser ; cela ne servirait qu'à faire sensation. » (Lettre à Max Eitingon, 20 mars 1931.)
  - À la fin de l'année Freud exprime ouvertement, dans une lettre, sa désapprobation de l’orientation prise par les travaux de Ferenczi.
  - Publication de : Sur la sexualité féminine.
  - « La grande question restée sans réponse et à laquelle moi-même n'ai jamais pu répondre malgré mes trente années d'étude de l'âme féminine est la suivante : « que veut la femme ? » » (Ernest Jones II, 445).
  - en 1931 Yvette Guilbert, une amie avec qui Freud entretient une correspondance donne un concert à Vienne.
- 1932 : Première visite de Thomas Mann.
  - Malgré leur différend sur la théorie, Freud et Ferenczi resteront amis et Freud ne cessera pas de se soucier de l'état de santé de plus en plus alarmant de Ferenczi atteint d'anémie pernicieuse.

## Fin de vie
- 1933 : Il prend l'écrivain Hilda Doolittle en analyse pour un an mais gardera avec elle des contacts chaleureux et une grande complicité intellectuelle.
  - Prise du pouvoir par Hitler. Peu après, les livres de Freud sont brûlés à Berlin. En quelques années, la psychanalyse « juive » va disparaître d'Allemagne au profit d'une psychanalyse aryenne dont Carl Gustav Jung devient (jusqu'en 1940) le représentant officiel.
  - « Le monde se transforme en une énorme prison. L'Allemagne est la pire de ses cellules. [...] Ils ont commencé avec le bolchevisme comme leur pire ennemi mortel, et ils termineront avec quelque chose qui ne s'en distinguera pas - sauf que le bolchevisme a après tout adapté des idéaux révolutionnaires alors que ceux de l'hitlérisme sont purement médiévaux et réactionnaires. » (Lettre à Marie Bonaparte, 22 juin 1933.)
  - Mort de Sandor Ferenczi.
  - Publication avec Einstein de Pourquoi la guerre ?.
- 1934 : Freud commence Moïse et le Monothéisme dont il différera trois ans la publication, pour ne pas affronter l’église catholique qu’il considère comme une défense contre le nazisme.
  - Visite de Lucien Lévy-Bruhl : « un vrai savant, surtout par comparaison avec moi ». (Lettre à Marie Bonaparte, 7 février 1934.)
- 1936 : Tous les stocks de livres des éditions Verlag sont saisis à Leipzig par la Gestapo.
  - 80e anniversaire de Freud : conférence de Thomas Mann, « Freud et l'avenir ».
  - Freud interdit à Arnold Zweig, un de ses anciens patients, un de ses plus assidus correspondants, d'entreprendre sa biographie : « Qui devient biographe s'astreint à mentir, à dissimuler, à embellir et même à cacher son propre manque de compréhension, car on ne peut pas posséder la vérité biographique et celui qui la posséderait ne pourrait pas s'en servir. Dire la vérité est chose impraticable... » (Lettre à Arnold Zweig, 31 mai 1936.)
  - Mort d'Alfred Adler.
  - Aggravation de l'état de Freud : un cancer manifeste est de nouveau décelé.
  - Célébration des noces d'or de Freud et de Martha.
- 1937 : Freud apprend de Marie Bonaparte qu'elle a racheté ses lettres à Fliess.
  - Mort de Lou Andreas-Salomé, qui affecte profondément Freud.
  - Publication de Analyse terminée et analyse interminable.
- 1938 : L'Allemagne envahit l'Autriche. Quelques jours plus tard, la maison de Freud est fouillée par les SA ; Anna Freud, arrêtée par la Gestapo, est relâchée le soir même. Devant l'insistance de Jones et de Marie Bonaparte, Freud se décide à quitter Vienne pour s'installer à Londres.
  - Grâce à de multiples interventions, en particulier celle de l'ambassadeur américain W.C. Bullitt et avec l’aide financière de sa patiente et amie Marie Bonaparte, Freud peut enfin quitter Vienne avec sa femme et sa fille. Deux de ses enfants et Minna Bernays l'ont déjà précédé à Londres où il reçoit un accueil enthousiaste. Pour obtenir son visa de sortie, il doit signer le document suivant : « Je soussigné, Pr Freud, confirme qu'après l'Anschluss de l'Autriche au Reich allemand, j'ai été traité par les autorités allemandes et la Gestapo en particulier avec tout le respect et la considération dus à ma réputation scientifique, que j'ai pu continuer à poursuivre les activités que je souhaitais, que j'ai pu compter dans ce domaine sur l'appui de tous et que je n'ai pas la moindre raison de me plaindre. Je puis cordialement recommander la Gestapo à tous. »[9]
  - Dès l'été, malgré son état de santé toujours plus précaire, Freud continue à traiter quelques patients.
  - Visite de Salvador Dalí, sur une recommandation de Stefan Zweig.
  - Installation définitive à Maresfield Gardens, transformé depuis en Musée Freud[10].
  - Fondation de l’Imago Publishing Company qui assure la publication des périodiques psychanalytiques et entreprend la publication des Œuvres complètes de Freud en allemand.
  - Un mot à propos de l’antisémitisme (1938) in Œuvres complètes - psychanalyse : volume 20 : 1937-1939, (OCF) Ed.: Presses universitaires de France, 2010,  (ISBN 2130565948)

- 1939 : Le cancer de Freud est devenu inopérable.
  - Moïse et le monothéisme paraît en anglais.
  - Visite de Hans Sachs.
  - « Le lendemain, 21 septembre, tandis que j'étais à son chevet, Freud me prit la main et me dit : « Mon cher Max Schur, vous vous souvenez de notre première conversation. Vous m'avez promis alors de ne pas m'abandonner lorsque mon temps serait venu. Maintenant ce n'est plus qu'une torture et cela n'a plus de sens. Je lui fis signe que je n'avais pas oublié ma promesse. Soulagé, il soupira et, gardant ma main dans la sienne, il me dit : « Je vous remercie. » Puis il ajouta après un moment d'hésitation : « Parlez de cela à Anna. » Il n'y avait dans tout cela pas la moindre trace de sentimentalisme ou de pitié envers lui-même, rien qu'une pleine conscience de la réalité. Selon le désir de Freud, je mis Anna au courant de notre conversation. Lorsque la souffrance redevint insupportable, je lui fis une injection sous-cutanée de deux centigrammes de morphine. Il se sentit bientôt soulagé et s'endormit d'un sommeil paisible. L'expression de souffrance avait disparu de son visage. Je répétais la dose environ douze heures plus tard. Il entra dans le coma et ne se réveilla plus. Il mourut le 23 septembre 1939, à trois heures du matin. » (Max Schur, 622-623[11].)
  - Les quatre sœurs de Freud disparurent dans les camps de concentration nazis.